# حسین وفا
حسین وفا سیاست‌مدار ایرانی بود، که در  دوره بیست و دوم 
و  دوره بیست و سوم   بعنوان نماینده طارم در مجلس شورای ملی حضور داشت.